# Rose (film, 2022)
Pour les articles homonymes, voir Rose, Rose (fleur) et Rose (film).
Pour plus de détails, voir Fiche technique et Distribution.
Rose est une comédie dramatique danoise écrite et réalisée par Niels Arden Oplev et sortie en 2022.

## Synopsis
À la fin de l'été 1997, Ellen et son mari Vagn arrivent dans une institution du Jutland du Nord pour emmener avec eux Inger, sa sœur souffrant de maladie mentale. Ils partent en bus pour un voyage culturel à Paris. Parmi les voyageurs se trouve le directeur Skelager, qui se fait rapidement le champion contre les personnes « anormales », mais son fils Christian, nerveux, noue une amitié avec Inger, qui ne fait que se renforcer à l'approche de Paris. Mais Inger a un agenda caché et implique Ellen, Vagn et Christian dans une chaîne d'événements qui s'éloignent de la visite guidée et conduisent à la découverte de soi, au conflit et à la réconciliation.

## Fiche technique
- Titre original : Rose
- Titre français : Rose
- Réalisation : Niels Arden Oplev
- Scénario : Niels Arden Oplev
- Photographie : Rasmus Videbæk
- Montage : Lars Therkelsen, Anne Østerud
- Musique : Henrik Skram
- Costumes : Anne-Dorthe Eskildsen
- Production : Thomas Heinesen
- Direction artistique : Thierry Zemmour
- Pays de production : Danemark
- Langue originale : danois
- Format : couleur
- Genre : Comédie dramatique
- Durée : 106 minutes
- Dates de sortie :  
  - Danemark : 24 février 2022
  - Belgique : 28 janvier 2023 (Festival du film d'Ostende)

## Distribution
- Sofie Gråbøl : Inger
- Lene Maria Christensen : Ellen
- Anders W. Berthelsen : Vagn
- Søren Malling : Andreas
- Luca Reichardt Ben Coker : Christian
- Peter Gantzler : Bus-Ole
- Christiane Gjellerup Koch : Margit
- Karen-Lise Mynster : Gudrun
- Illyès Salah : Nadir
- Jean-Pierre Lorit : Jacques

## Récompenses et distinctions
Le film a été nommé pour trois prix aux Bodil Awards 2023, où Sofie Gråbøl remporte le Bodil de la meilleure actrice principale pour son rôle de la protagoniste et Lene Maria Christensen reçoit celui de la meilleure actrice dans un second rôle.
- (en) Rose: Awards, sur l'Internet Movie Database